# Hoštice u Volyně
Hoštice u Volyně – przystanek kolejowy w miejscowości Hoštice, w powiecie Strakonice w kraju południowoczeskim, w Czechach. Znajduje się na linii kolejowej 198 Strakonice - Volary, na wysokości 435 m n.p.m.. 
Przystanek kolejowy jest znany szerszej publiczności, ze względu na rozgrywanie się na nim akcji filmu Slunce, seno a pár facek reżyserii Zdenka Troški z 1989 roku.

## Linie kolejowe
- 198: Strakonice - Volary